# Sarkaņi
Sarkaņi est un pagasts de Lettonie. Il se trouve inclus dans la municipalité de Madona. Ce territoire est peu habité. Ses plus grandes localités sont Biksēre (centre paroissial, 479 habitants), Sarkaņi (anciennement Sarkanmuiža, 69 habitants), Aizkuja (44 habitants), Patkule (22 habitants) et Poļvarka. L'autoroute P37 reliant Pļaviņas, Madona et Gulbene ainsi que les routes de moindre importance (V858, V863, V864, V865) y passent tout comme la ligne de train reliant Pļaviņas et Gulbene à la seule différence que le train ne s'y arrête pas.